# 10 Pułk Grenadierów (Cesarstwo Niemieckie)
10 Pułk Grenadierów im. Króla Fryderyka Wilhelma II (1 Śląski) (niem. Grenadier-Regiment „König Friedrich Wilhelm II.“ (1. Schlesisches) Nr. 10)  – pułk piechoty niemieckiej okresu Cesarstwa Niemieckiego.

## Historia
Pułk został sformowany 21 listopada 1808. Stacjonował w Świdnicy . Wchodził w skład VI Korpusu Armijnego .
W wyniku mobilizacji, w sierpniu 1914 pułk osiągnął gotowość bojową i w składzie 21 Brygady Piechoty 11 Dywizji został wysłany na front zachodni.